# 에바 앤젤리나
에바 앤젤리나(Eva Angelina, 1985년 3월 14일 ~ )는 미국의 포르노 배우, 댄서, 부동산 중개인이다. 2008 AVN상 여우주연상 수상자이다.

## 출연 작품
- Addicted [New Sensations] (2006)
- Busty Beauties: More Than a Handful [Hustler] (2006)
- Da Vinci Load [Hustler] (2006)
- Eva Angelina [Red Light District] (2006)
- Ghetto Fabulous [Ninn Worx] (2006)